# Carex albicans
Carex albicans es una especie de planta herbácea de la familia de las  ciperáceas.

## Descripción
Son plantas con rizomas cortos, formando matas densas o colonias. Los tallos florales alcanza un tamaño de 10-40 cm de largo, todos alargados y de longitud similar, ninguno de los picos ocultos entre las bases de las hojas, casi tan larga como o algo más larga que las hojas. Láminas foliares de 10-40 cm de largo, 0.5-2.5 mm de ancho, ascendiendo a más comúnmente arqueadas hacia fuera, al margen plano o algo doblada debajo. Vainas de las hojas con la punta cóncava poco profunda, la lígula corta y, en general en forma de V, las bases las vainas más inferiores quedan diseccionadas en fibras filiformes con la edad. Las inflorescencias por lo general relativamente densas, como hojas brácteas las más bajas, más cortas que la inflorescencia, a falta de una vaina.  Frutos de 1.2-1.7 mm de largo, elípticos en contorno, trigonous en sección transversal, marrón. Tiene un número de cromosomas de 2 n = 36, 40.

## Distribución y hábitat
Diseminados por todo el estado (este de EE. UU. al oeste de Iowa y Texas, Canadá, México). Se encuentra en los bosques altos y cornisas sombreadas, con menor frecuencia en los bosques de tierras bajas arenosas, con frecuencia sobre sustratos ácidos.

## Taxonomía
Carex albicans fue descrita por  Willd. ex Spreng. y publicado en Systema Vegetabilium, editio decima sexta 3: 818. 1826.
Etimología
Ver: Carex
albicans; epíteto latino  que significa "casi blanco".
Variedades;
- Carex albicans var. albicans
- Carex albicans var. australis (L.H.Bailey) Rettig
- Carex albicans var. emmonsii (Dewey ex Torr.) Rettig